# ジーナ・ベルマン
ジーナ・ベルマン（Gina Bellman, 1966年7月10日 - ）は、ニュージーランド出身の女優である。

## 出演作品

### テレビ
- レバレッジ 〜詐欺師たちの流儀（ソフィー・デヴェロー）
- ジキル（クレア・ジャックマン）

### 映画
- スナイパー/狙撃
- 私の好きなモノすべて